# Syed Babar Ali
Syed Babar Ali OBE (Lahore, 15 de enero de 1926) es un empresario y filántropo  paquistaní,  fundador de la Universidad de Ciencias de la Gestión de Lahore .     Fue presidente del Fondo Mundial para la Naturaleza.

## Primeros años y familia
Hijo del empresario Syed Maratib Ali. Su padre, comerciante en la ciudad de Lahore y contratista del Ejército británico de la India, , invirtió en tierras.   Su madre pertenecía a una familia terrateniente de Lahore.  Su abuela materna era miembro de la familia real afgana.  Es hermano de Syed Amjad Ali y Syed Wajid Ali .  Su familia practica el Islam chiita . 
Estudió en el Aitchison College de Lahore.  Se graduó en el Government College de Lahore.  Continuó sus estudios en la Universidad de Míchigan hasta 1947, cuando se trasladó al recién creado estado de Pakistán .  Se graduó en la Universidad del Punjab, Lahore.   También estudió brevemente en la Escuela de Negocios de Harvard, lo que le ayudó más tarde a fundar la escuela de negocios. 

## Carrera
En la década de 1970, las nacionalizaciones de Zulfikar Ali Bhutto afectaron a cinco de sus seis empresas, dejando sólo a Packages Limited .   Fue el primer presidente y fundador de la Corporación Nacional de Fertilizantes de Pakistán (NFC) desde 1973 hasta 1980, sin recibir ningún salario. 
En 1970, cofundó la Bolsa de Valores de Lahore .
Es el presidente de Sanofi-Aventis Pakistan Limited, Siemens Pakistan Engineering Company Limited y Coca-Cola Beverages Pakistan Limited. La mayoría de sus negocios son empresas conjuntas con grandes multinacionales. 
En 1992 fundó el Instituto Ali de Educación para la formación de profesores de escuelas primarias y secundarias. Fue ministro interino de Finanzas, Asuntos Económicos y Planificación (1993). 
La Escuela de Ciencias e Ingeniería Syed Babar Ali lleva su nombre.
Promovió la causa del Fondo Mundial para la Naturaleza, donde ocupó diversos cargos entre 1972 y 1996. Fue presidente internacional de WWF de 1996 a 1999, sucediendo al príncipe Felipe, duque de Edimburgo . 

## Premios
Recibió premios del Gobierno de Suecia, el Gobierno de los Países Bajos, la Orden del Imperio Británico de Gran Bretaña (1997) y se le otorgó un doctorado honoris causa en Derecho de la Universidad McGill, Montreal, Canadá (1997). 